# Innerpartysystem
Innerpartysystem war eine im Jahr 2006 gegründete US-amerikanische Band aus Mohnton, Pennsylvania. Ihre Debüt-EP erschien im November 2007 und ihr erstes, selbstbetiteltes Album Ende September 2008.

## Werdegang

### Namensfindung
Laut einem Zitat von Jared Piccone leitet sich der Name der Band aus dem Buch 1984 von George Orwell ab:"In George Orwell's '1984' social classes were defined as the inner party, outer party, and the working class. It sounds really 'holier than thou' when you say it, we're really not this full of ourselves, but we liked the idea of creating this full, multimedia, over-stimulating, elitist environment that we were trying to invite everyone into. It's the ironic elitist class." Im Buch gibt es 3 Gesellschaftsklassen: Die innere Partei, die äußere Partei und die Arbeiterklasse. Die innere Partei, woraus sich der Name der Band schlussendlich ableitet sind die Propheten, die vornehmlich die Aufgabe des "Denkens" übernahmen und gleichzeitig die höchste Klasse bildeten.

### 2000–2007
Bevor die Band Innerpartysystem entstand, spielte Patrick Nissley in der Emo-Band Thirteen Over Night, Jared Piccone kam 2000 hinzu, ein paar Jahre nach der Gründung. Obwohl sie lokal recht viel Beachtung genossen, kam der Erfolg erst 2006 mit der Gründung des Projekts "The Takeover", was später in Innerpartysystem umbenannt wurde und sich nun auf Musik mit elektronischem Stil spezialisierte. Im Mai 2007 unterzeichneten sie beim Musik-Label Stolen Transmissions einen Plattenvertrag.

### 2008–2010
Im Mai 2008 wurde die erste Single 'Don't Stop' in Großbritannien veröffentlicht. Im selben Jahr spielte die Band als Vorbereitung auf die Veröffentlichung des ersten Albums auf zahlreichen Events, darunter auch das Lollapalooza Festival in Chicago und Auftritte bei der Projekt Revolution-Tour von Linkin Park. Kurz vor dem Release des Albums (29. September 2008) wurde Ende September 2008 die zweite Single 'Die Tonight, Live Forever' veröffentlicht. Nach einem Re-Release der Single 'Don't Stop' in Großbritannien am 9. Februar 2009 veröffentlichte die Band am 4. Mai 2009 die dritte Single-Auskopplung 'Heart Of Fire' aus ihrem Album.

### 2010–2011
Per Twitter gab die Band am 2. September 2010 bekannt, dass Innerpartysystem 2011 ein neues Album veröffentlichen wollen. Im Februar 2011 erschien dann die Never Be Content-EP.
Am 24. Juni 2011 veröffentlichten Innerpartysystem ihr Video zu Not Getting Any Better auf YouTube.
Am 3. August 2011 gab die Band das vorzeitige Ende bekannt, mit der Angabe, dass sie sich zwar nicht komplett trennen, die Band jedoch auf unbestimmte Zeit in der Konstellation nicht mehr aktiv sein wird.

## Diskografie

### Alben
- The Download (EP) (November 2007)
- Innerpartysystem (29. September 2008)
- Never Be Content (EP) (Februar 2011)

### Singles
- Don't Stop (30. Juni 2008)
- Die Tonight, Live Forever (22. September 2008)
- Heart Of Fire (4. Mai 2009)
- American Trash (18. Mai 2010)
- Not Getting Any Better (24. Juni 2011)